# Hedwig Haß
Hedwig Wilhelmine Haß (ur. 28 lipca 1902 w Fechenheim, zm. 2 stycznia 1992 w Bad Waldsee) – niemiecka florecistka, wielokrotna medalistka mistrzostw świata.
Podczas mistrzostw świata w Warszawie w 1934 roku (zawody tego cyklu oficjalnie pod tą nazwą rozgrywane są dopiero od 1937) zdobyła brązowy medal we florecie indywidualnym. Wyprzedziły ją jedynie Węgierki: Ilona Elek i Margit Elek. Na tej samej imprezie wspólnie z Henni Jüngst, Olgą Oelkers i Leni Oslob zdobyła srebrny medal w turnieju drużynowym. W tej samej konkurencji zdobyła również złoty medal na mistrzostwach świata w San Remo (1936), srebrny na mistrzostwach świata w Paryżu (1937) oraz brązowy na mistrzostwach świata w Lozannie (1935).
Na igrzyskach olimpijskich w Berlinie w 1936 roku zajęła czwarte miejsce we florecie indywidualnym. W rundzie finałowej wygrała pięć z siedmiu pojedynków.
W latach 1933-35, 1938 i 1941 była mistrzynią kraju we florecie indywidualnym.